# Tre colori (Tricarico)
Tre colori è un brano musicale scritto da Fausto Mesolella degli Avion Travel e presentato da Tricarico al Festival di Sanremo 2011. In occasione della quarta serata della manifestazione dedicata ai duetti, Tricarico si è esibito sul palco con il coro di voci bianche Si La So…l
Prima dell'inizio del festival il brano è stato oggetto di una polemica legata ad una parte del testo che recitava "...quelli nella nebbia hanno la bandiera verde", che potendo apparire come un riferimento alla Lega Nord, è stato integrato, nelle altre due strofe del brano, dalle frasi "quelli nei confini hanno la bandiera rossa/quelli sul monte hanno la bandiera bianca". In un comunicato della Sugar Music, Caterina Caselli ha fatto sapere che "tutte le modifiche apportate al testo di Tre colori sono state esclusivamente di carattere artistico e realizzate, in accordo tra l'autore e l'editore, la Sugar di Caterina Caselli, precedentemente alla presentazione del brano al Festival"
Durante il Festival il brano è stato diretto da Ferdinando Arnò.

## Tracce
Download digitale
1. Tre colori – 3:23

1. Tre colori (strumentale) – 3:23

## Classifiche
| Paese  | Posizione raggiunta |
| ------ | ------------------- |
| Italia | 34                  |